# 11214 Ruhisayana
11214 Ruhisayana este o planetă minoră (asteroid), cu un diametru de 9,305 km, din centura de asteroizi. A fost descoperită pe 16 aprilie 1999 la Magdalena Ridge Observatory⁠(d) de Lincoln Near-Earth Asteroid Research. 
Obiectul prezintă o orbită caracterizată de o semiaxă mare de 2,3529545 UAi, o excentricitate de 0,16, o înclinație de 10,28146 ° în raport cu ecliptica.